# Douglas Barton Osborne Savile
Douglas Barton Osborne Savile (19 de julio de 1909 – 1 de agosto de 2000) fue un micólogo, patólogo vegetal , biólogo evolutivo canadiense de origen irlandés. Fue conocido por su trabajo particularmente en la coevolución de las plantas hospederas y sus royas.
Doug Savile era aborigen de Dublín, fue a la escuela primaria en África tropical; y su escuela secundaria en Inglaterra. Se graduó en el "Campus Macdonald" de la McGill University, en Quebec, en 1934 (M.Sc.), y en 1939 su Ph.D. de la Universidad de Míchigan bajo la supervisión de Edwin B. Mains. Su tesis fue sobre la estructura nuclear y el comportamiento de las especies de las Uredinales. Entre 1939 a 1943, sirvió en la Royal Canadian Air Force durante la Segunda Guerra Mundial. A su retorno, fue empleado en la División de Botánica y Fitopatología en la Estación Experimental Central del Ministerio de Agricultura. Trabajó sobre todo en las enfermedades de las plantas ornamentales. Desde 1949, participó de numerosas expediciones al Ártico canadiense. Se retiró del ministerio en 1974.

## Investigaciones
Entre sus trabajos científicos, sus estudios de coevolución de las Saxifragaceae, Poaceae, Cyperaceae, Juncaceae y sus respectivos parásitos royas. Él demostró que, estaban estrechamente relacionados los hongos patógenos tienden a preferir a ciertas plantas hospederas estrechamente relacionadas, y entonces los hongos pueden servir de ayuda a la taxonomía de plantas y viceversa.
Durante las décadas de 1960s y 1970s, publicó alrededor de 80 artículos sobre hongos parásitos de un número de familias vegetales: Saxifragaceae, Portulacaceae, Onagraceae, Apiaceae, Scrophulariaceae, Asteraceae, Liliaceae, Cyperaceae, Juncaceae y Poaceae. también escribió sobre micofloras regionales del Ártico, Nova Scotia y en Columbia Británica.
Estudió la dispersión de esporas en peridiolos de Nidulariales y de semillas de cápsulas de Chrysosplenium y de Mitella.
Su monografía sobre las adaptaciones de las plantas árticas sigue en pie como un hito.

## Algunas publicaciones
- 1934. Histologic changes induced by certain phytopathogens. Ed. McGill University. 63 pp.
- 1962. Collection and care of botanical specimens. Volumen 1113 de Publication (Canada. Agriculture Canada). 124 pp.
- 1979. Fungi as aids in higher plant classification. Volumen 45, N.º 4 de The Botanical review. Ed. New York botanical garden. 127 pp.

## Honores
- Miembro del Royal Society of Canada
- Miembro de la Asociación Estadounidense para el Avance de la Ciencia
- Galardón George Lawson Medal, el mayor premio concedido por la Canadian Botanical Association
- Galardón Distinguished Mycologist Award, de la Mycological Society of America, 1988
- 1978, es hecho doctor honorario de la McGill University.[2]

### Epónimos
- (Ericaceae) Erica savilea Andrews

- La abreviatura «Savile» se emplea para indicar a Douglas Barton Osborne Savile como autoridad en la descripción y clasificación científica de los vegetales.[19]